# Aunuʻu
Aunuʻu – mała wyspa należąca do Samoa Amerykańskiego. Wyspa leży na wschód od największej wyspy, Tutuili. Wyspa jest jedną z najmniejszych wysp Samoa Amerykańskiego. Na północy wyspy znajduje się jezioro Red Lake.